# Velie Nunatak
Velie Nunatak är en nunatak i Antarktis. Den ligger i Västantarktis. Inget land gör anspråk på området. Toppen på Velie Nunatak är 573 meter över havet, eller 35 meter över den omgivande terrängen. Bredden vid basen är 1,9 km.
Terrängen runt Velie Nunatak är lite kuperad. Trakten är obefolkad. Det finns inga samhällen i närheten.